# The Arrival (Deadlock)
The Arrival è il primo album della band tedesca melodic death metal Deadlock. Il disco è stato pubblicato nel 2002 da parte della Winter.
L'album è stato registrato, mixato e masterizzato da Denis Ritcher e Florian Bauer agli Winter Studios nel dicembre del 2002.
La line-up è composta dai cantanti Johannes Prem e Sabine Scherer, dal chitarrista Sebastian Reichl, dal bassista Hans-Georg Bartmann e dal batterista Tobias Graf.

## Tracce
1. Opening the Gates... - 02:36
2. With a Smile on My Face - 06.50
3. Killing the Time with Haemoglobin - 11.03
4. Spring Awoken - 04.08
5. The More Money They Get, The Colder Their Hearts - 05.55
6. Menschenhand - 05.11
7. This Winter Day's Magic - 05.11
8. Lebe Wohl - 05.39
9. Praeludium - 02.15
10. Love, I Think I Had Never Felt It Before, So I Cannot Say That I Have Felt It This Time, But You Were My Everything - 04.43
11. Moloch Eyes - 03.46
12. ...For the New Prophets - 07.59